# Fortaleza
Ne doit pas être confondu avec La Fortaleza.
Fortaleza est une ville du Brésil, capitale de l'État du Ceará, dans la région du Nordeste. Elle appartient à la mésorégion Métropolitaine de Fortaleza et à la microrégion de Fortaleza. La ville s'est développée sur les rives du ruisseau Pajeú dans le nord-est du pays, à 1 690 km de Brasília. Son nom provient du Fort Schoonenborch, construit par les Hollandais au cours de leur deuxième contrôle de la région entre 1649 et 1654. La devise de la ville (présent sur son blason) est le mot latin Fortitudine qui signifie « la force, la bravoure, le courage ».
Elle est située le long de la côte atlantique, avec 34 km de plages, une altitude moyenne de 21 mètres et une superficie de 313,8 km2 pour 2 591 188 habitants en 2015, ce qui en fait la capitale la plus densément peuplée du pays avec 8 257 habitants par kilomètre carré.
Fortaleza, 15e PIB du Brésil et second du Nordeste avec 28,3 milliards de reais, est un centre industriel et commercial important avec le septième pouvoir d'achat du Brésil. Elle a été la destination touristique la plus populaire en 2004, notamment grâce à des attractions comme la micareta Fortal et au plus grand parc aquatique du Brésil, le Beach Park. Fortaleza est le siège de la Banco do Nordeste, de la Companhia Ferroviária do Nordeste et du Département National de Lutte contre la Sècheresse (DNOCS). En 1996, la ville a rejoint le « Marché commun des villes » du Mercosur.
Baptisée « la Blonde du Soleil » des vers du poète Paul Ney, la ville est la terre natale des écrivains José de Alencar et Rachel de Queiroz, de l'humoriste Tom Cavalcante et de l'ancien dictateur Humberto de Alencar Castello Branco. Le Centre Dragão do Mar des Arts et de la Culture (CDMAC) est le principal espace culturel de Fortaleza, avec des musées, des théâtres, des cinémas, des bibliothèques et le planétarium.
Son aéroport est l'aéroport international Pinto Martins. Fortaleza est la capitale d'État du Brésil le plus proche de l'Europe, avec les 5 467 km qui le séparent de Sagres au Portugal. Elle a fait partie des 12 sites de la Coupe du monde de football de 2014.

## Histoire

### De la préhistoire au début de la colonisation
Avant la dérive des continents, la zone où s'élève Fortaleza était contiguë à la ville de Lagos, au Nigeria. Le littoral actuel des deux villes s'est formé il y quelque 150 millions d'années, au cours du Jurassique supérieur. L'évolution géologique provoque alors l'émergence de grandes dunes sur la côte du Brésil.

Les Potiguaras, indigènes identifiés par José de Alencar dans son livre Iracema, sont originaires de Fortaleza. Ils peuplaient sans doute une partie du littoral, avec probablement d'autres tribus appartenant aux Tupis. Avant la colonisation de Ceará, il y a eu deux passages de flottes européennes à Fortaleza. Les navigateurs espagnols  Vicente Yáñez Pinzón et Diego de Lepe débarquèrent sur les côtes avant le voyage de Pedro Alvares Cabral au Brésil. Pinzón atteignit un endroit que l'on croit être Mucuripe et Lepe atterrit à l'embouchure de la rivière Ceará à Fortaleza. Ces découvertes n'ont pas pu être officialisées en raison du traité de Tordesillas (1494).

### LesXVIIeetXVIIIesiècles
Le début de l'occupation du territoire où se trouve Fortaleza aujourd'hui date de 1597-1598, quand une branche de l'ethnie potiguara qui habitait la région autour du Fort des Rois a migré et s'est installée entre les rives du fleuve Coco et de la rivière Ceará, dans la vallée de Pacatuba et Maranguape.
À partir de 1603, les Portugais commencent la colonisation du Ceara. Le Portugais Pero Coelho de Sousa arrive à l'embouchure de la rivière Ceará. Sur ses rives, il érige le Fort de Saint-Jacques (São Tiago) et donne au village le nom de Nouvelle Lisbonne. Mais cette tentative échoue en raison de la sécheresse de 1605 et la Nouvelle Lisbonne de Pero Coelho est abandonnée. Le Portugais Martim Soares Moreno arrive en 1613, restaurant et menant l'expansion du Fort de Saint-Jacques et le renommant Fort Saint-Sébastien. En 1631, les Hollandais essayent de prendre le Fort Saint-Sébastien, mais cette action commune avec les Indiens potiguara échoue. En 1637, ils arrivent enfin à prendre le fort, toujours avec l'aide des populations autochtones. En 1644, le Fort Saint-Sébastien est détruit par les Indiens. Les Néerlandais sont tués ou expulsés.
En 1649, une nouvelle expédition néerlandaise, commandée par Matias Beck et négociée au préalable avec les Indiens, permet la construction du Fort Schoonenborch sur les rives du Riacho Pajeú. C'est l'évènement qui déclenche le début de l'histoire de Fortaleza. En 1654, avec le retrait des Hollandais, le fort fut rebaptisé Fort de Notre-Dame de l'Assomption. En 1726, le fort est inscrit dans le patrimoine de la ville. En 1799, la capitainerie du Ceará est séparée de la province de Pernambuco et Fortaleza est choisie comme capitale de l'État.

### LeXIXesiècle
Au cours du dix-neuvième siècle, Fortaleza consolide son leadership au Ceara, renforcée par l'émergence de la culture du coton. Avec l'augmentation de la navigation directe avec l'Europe, la douane de Fortaleza est créée en 1812. La même année, Antonio José da Silva Paulet construit la forteresse de Notre-Dame de l'Assomption, en lieu et place des restes de l'ancienne forteresse du même nom. Le parc public est conçu par Silva Paulet en 1820. Le 17 mars 1823, Fortaleza est élevée au rang de ville par l'Empereur Dom Pedro I. En 1824, la ville est secouée par les révolutionnaires de la Confédération de l'Équateur. Entre 1846 et 1877, elle connait une période d'enrichissement et d'améliorations des zones urbaines grâce à l'exportation du coton, l'édification de divers monuments, tels que la création du Lycée du Ceará et du phare de Mucuripe en 1845, de la Santa Casa de Misericórdia en 1861, le Séminaire Prainha en 1864, le système d'approvisionnement en eau en 1866, la bibliothèque publique en 1867 et la prison publique en 1870. Quelques années après, commence la construction du chemin de fer de Baturité et du port de Fortaleza. Durant les années 1870 et 1880, des mouvements républicains et abolitionnistes se forment, aboutissant à la libération des esclaves du Ceará le 25 mars 1884. Le mouvement littéraire Padaria Espiritual (Boulangerie Spirituelle), qui apparait en 1892, permet la diffusion de valeurs modernes dans la littérature brésilienne. L'Institut du Ceara et l'Académie Cearense des Arts sont fondés respectivement en 1887 et 1894.

### LeXXesiècle
Le vingtième siècle voit de grands changements urbains se réaliser à Fortaleza, d'améliorations diverses à l'exode rural, et la ville s'agrandit considérablement : à la fin de 1910, elle devient la septième ville du Brésil au regard de la population. En 1909, y est créé le Département National de Lutte contre la Sècheresse (DNOCS) et Fortaleza en est l'hôte encore aujourd'hui. En 1911, la construction du système d'égouts conçu par John Philip débute dans la capitale et commence à fonctionner en 1927. Entre 1943 et 1945, la Seconde Guerre mondiale touche Fortaleza, qui accueille le Service Spécial de Mobilisation des Travailleurs pour l'Amazonie (SEMTA) et deux bases américaines (la base de Pici et la base de Cocorote). En 1954, la première université de la ville est créée, l'UFC, et le port de Mucuripe est inauguré. Entre 1950 et 1960, la ville connait une croissance économique qui dépasse les 100 % et commence l'aménagement des quartiers éloignés du centre-ville. À la fin des années 1970, un pôle industriel du Nordeste commence à émerger avec la mise en œuvre de la zone industrielle de Fortaleza. Après la chute du régime militaire, le peuple élit la première femme maire du Ceará, Maria Luisa. Fortaleza devient la première mairie dirigée par un parti de gauche. La fin de siècle voit l'administration du maire Juraci Magellan effectuer plusieurs changements structurels dans la ville, avec la création de plusieurs routes, une réforme majeure à l'hôpital pour les premiers soins, l'Institut José Frota (hôpital), et des espaces culturels. La ville devient une des principales destinations touristiques du Nordeste.

## Géographie

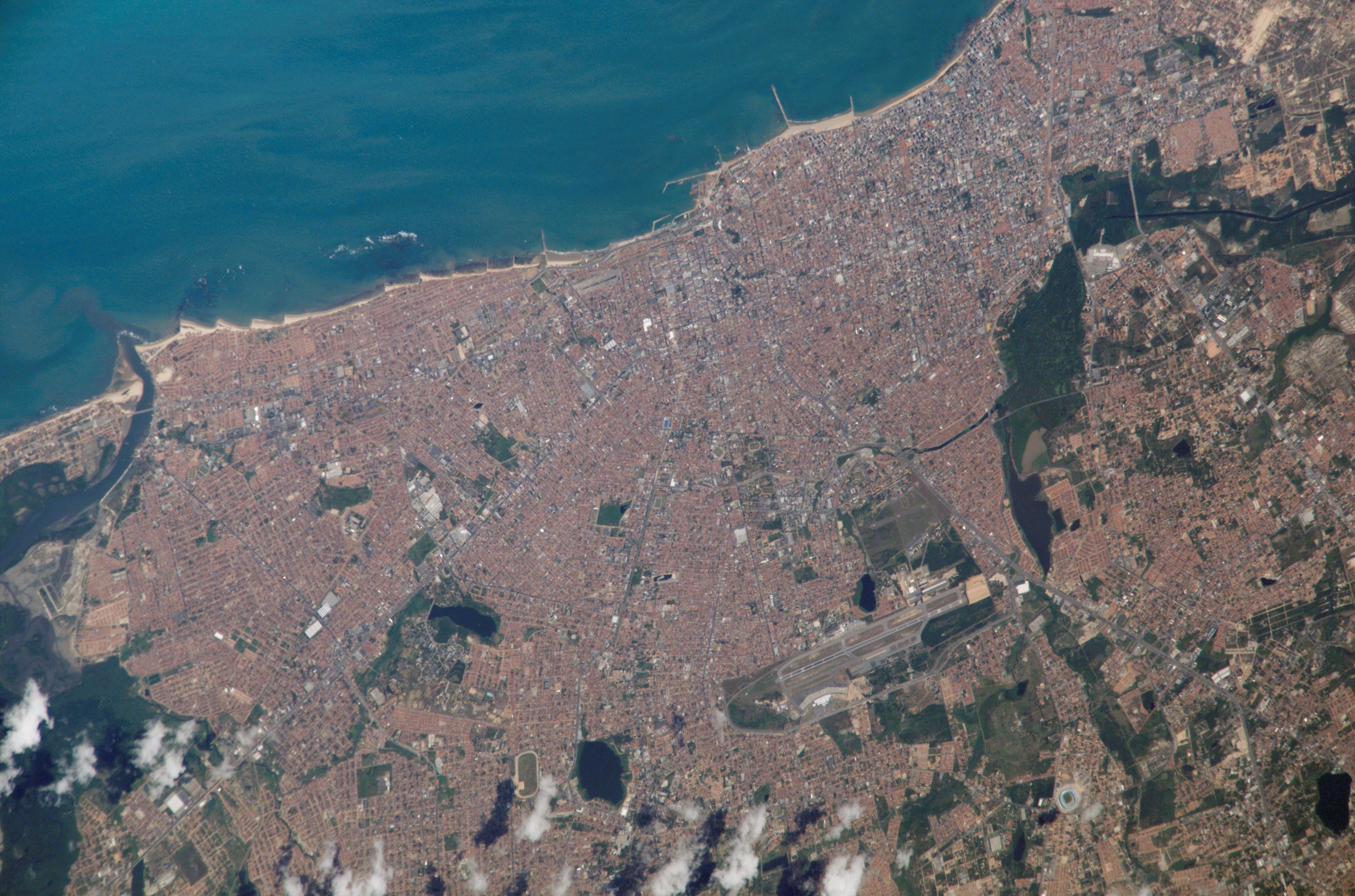
Le centre de Fortaleza vu du ciel.

L'environnement de Fortaleza a des caractéristiques semblables à celui situé sur les côtes brésiliennes. Le climat est chaud, avec une température annuelle moyenne de 26,5 °C. La végétation dominante est la mangrove et les dunes. Le parc écologique de Coco est la plus grande zone verte de la ville. Son relief à une altitude moyenne de 21 mètres.

### Climat
Bien qu'il appartienne au climat semi-aride, la situation géographique de Fortaleza crée des perturbations : les collines environnantes rendent les pluies d'été plus fréquentes dans la ville et ses environs que dans le reste de l'État. La température moyenne annuelle est de 26,5 °C, avec décembre et janvier les mois les plus chauds et juillet le plus froid, mais les différences restent faibles. La pluviométrie moyenne est d'environ 1 600 mm: les pluies sont concentrées entre février et mai.
| Mois                              | jan. | fév. | mars | avril | mai | juin | jui. | août | sep. | oct. | nov. | déc. | année |
| --------------------------------- | ---- | ---- | ---- | ----- | --- | ---- | ---- | ---- | ---- | ---- | ---- | ---- | ----- |
| Température minimale moyenne (°C) | 25   | 24   | 23   | 23    | 23  | 23   | 22   | 21   | 23   | 24   | 25   | 25   | 23    |
| Température moyenne (°C)          | 28   | 27   | 27   | 27    | 27  | 27   | 26   | 27   | 27   | 28   | 28   | 28   | 27    |
| Température maximale moyenne (°C) | 31   | 31   | 30   | 30    | 30  | 30   | 30   | 30   | 30   | 31   | 31   | 31   | 30    |
| Précipitations (mm)               | 100  | 210  | 300  | 350   | 220 | 100  | 50   | 10   | 10   | 10   | 20   | 30   | 1 460 |

Sans saisons bien définies, il n'y a que la saison des pluies (appelé localement l'« hiver »), de janvier à juillet, et la sécheresse d'août à décembre. Le mois le plus pluvieux est avril (348 mm) et août, septembre et octobre sont les plus secs (10 mm). Avec la plupart des sols sableux, l'agriculture n'a plus d'impact économique, enrayée par l'expansion de zone urbaine dans les années 1990.

### Végétation
La végétation est typique du littoral, avec des zones de mangrove et de restinga. Les zones de restinga se situent à proximité des dunes au sud de la ville, aux embouchures des rivières Ceará, Coco et Pacoti. Dans les lits de ces rivières, on retrouve des forêts et de la mangrove. Ces forêts sont protégées par la loi et forment la plus grande zone verte de la ville. Malheureusement, ces lois ne sont pas appliquées comme il se doit et on peut voir à tout moment de nouvelles constructions se former à proximité des rivières. Le pont construit sur le Rio Ceará a considérablement altéré le paysage naturel et aujourd'hui la même intervention menace la mangrove du Rio Coco. Le Rio Coco et son lit représentent la plus grande zone de mangrove de Fortaleza, formant le « parc écologique de Coco », se situant dans le centre-est de la ville, avec 1 155,2 hectares d'espaces verts : c'est le plus grand parc écologique en Amérique latine. Au sud, on retrouve la mangrove du fleuve Pacoti. Dans les autres zones vertes de la ville, il n'existe plus de végétation indigène, on retrouve de la végétation variée, des arbres fruitiers en grande partie.

### Hydrographie

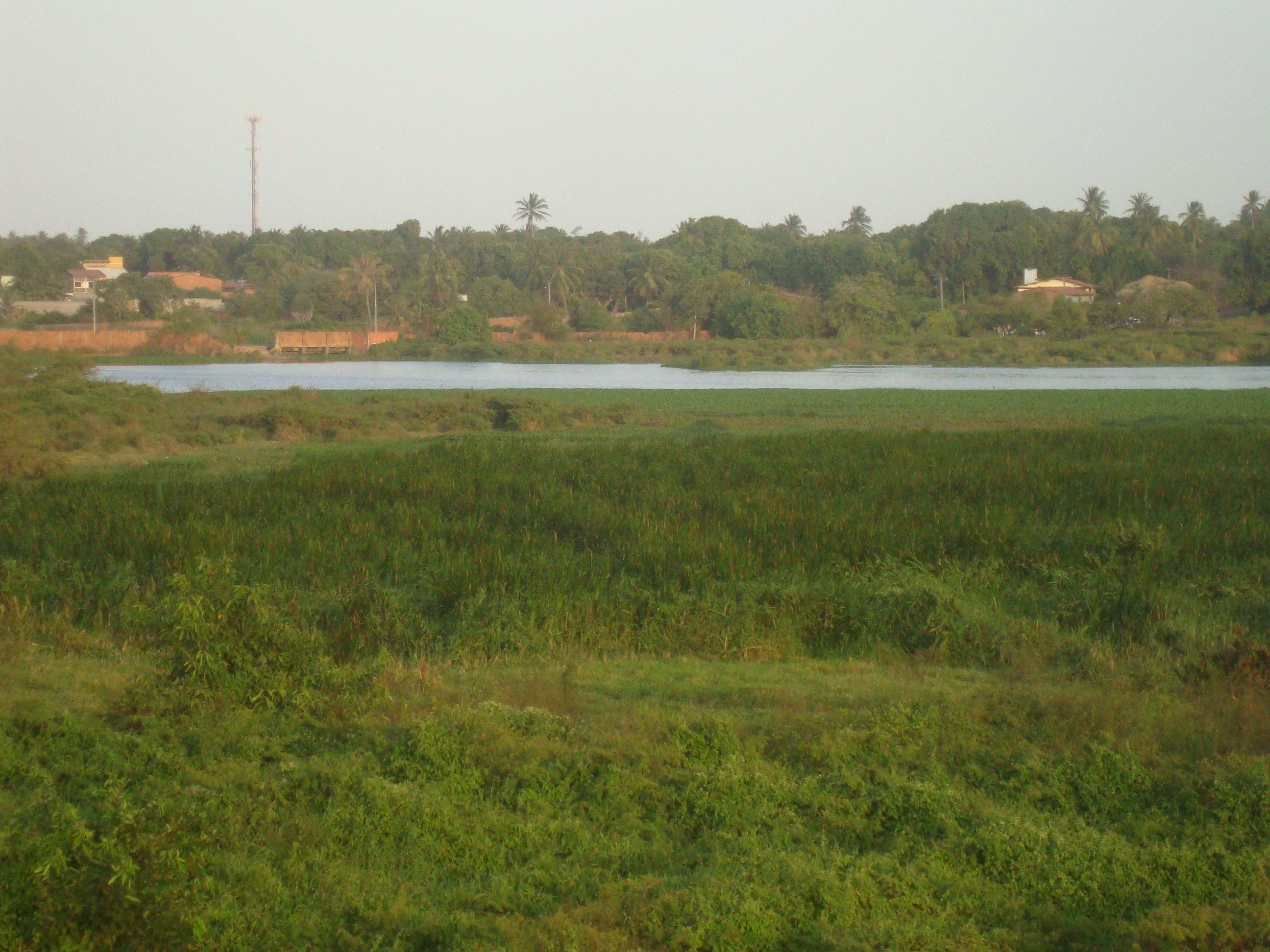
Lac de Sapiranga.

Fortaleza possède de nombreux étangs et rivières. Parmi les étangs, les plus importants sont : l'étang Parangaba, réputé pour sa diversité ; l'étang Messejana, où se trouve la plus grande statue d'Iracema de Fortaleza, et ceux d'Opaia, Maraponga et Porangabuçu.
Fortaleza est traversée par deux rivières et des ruisseaux. La rivière Ceará se jette sur la plage de Barra do Ceará, mais ne passe pas à travers la ville. La rivière délimite la frontière avec la ville de Caucaia, où il existe une Aire de Protection de l'Environnement de l'estuaire de la rivière Ceará, du fait de la présence d'une mangrove caractéristique. La rivière Maranguapinho est l'affluent le plus important de la rivière Ceará. Elle prend sa source dans la sierra Maranguape. Elle s'étend sur 34 km, dont 17 sont à Fortaleza. Le ruisseau Pajeú est historiquement le cours d'eau le long duquel la ville s'est érigée. Il ne reste que deux espaces verts sur les rives du Pajeú : le premier derrière l'ancienne mairie, dans le centre, et près de la seconde administration de la Chambre des Commerçants (CDL). On trouve encore quelques cours d'eau importants, comme le Maceió et Jacarecanga. La rivière Coco est le fleuve le plus important de Fortaleza. Près de son embouchure a été créé en 1989 puis agrandi en 1993 le parc de Cocó, l'espace vert le plus important de la ville. Un de ses affluents est la rivière Coaçu, qui coule près de l'embouchure de la Coco. Le Coaçu fait la frontière avec l'Eusébio dans une zone où la rivière forme le plus grand étang de Fortaleza, l'étang de Precabura. L'embouchure de la rivière Pacoti  constitue la frontière avec Aquiraz, dont les marges avec ses mangroves forment aujourd'hui l'Aire de Protection Environnementale de la rivière Pacoti.

### Littoral

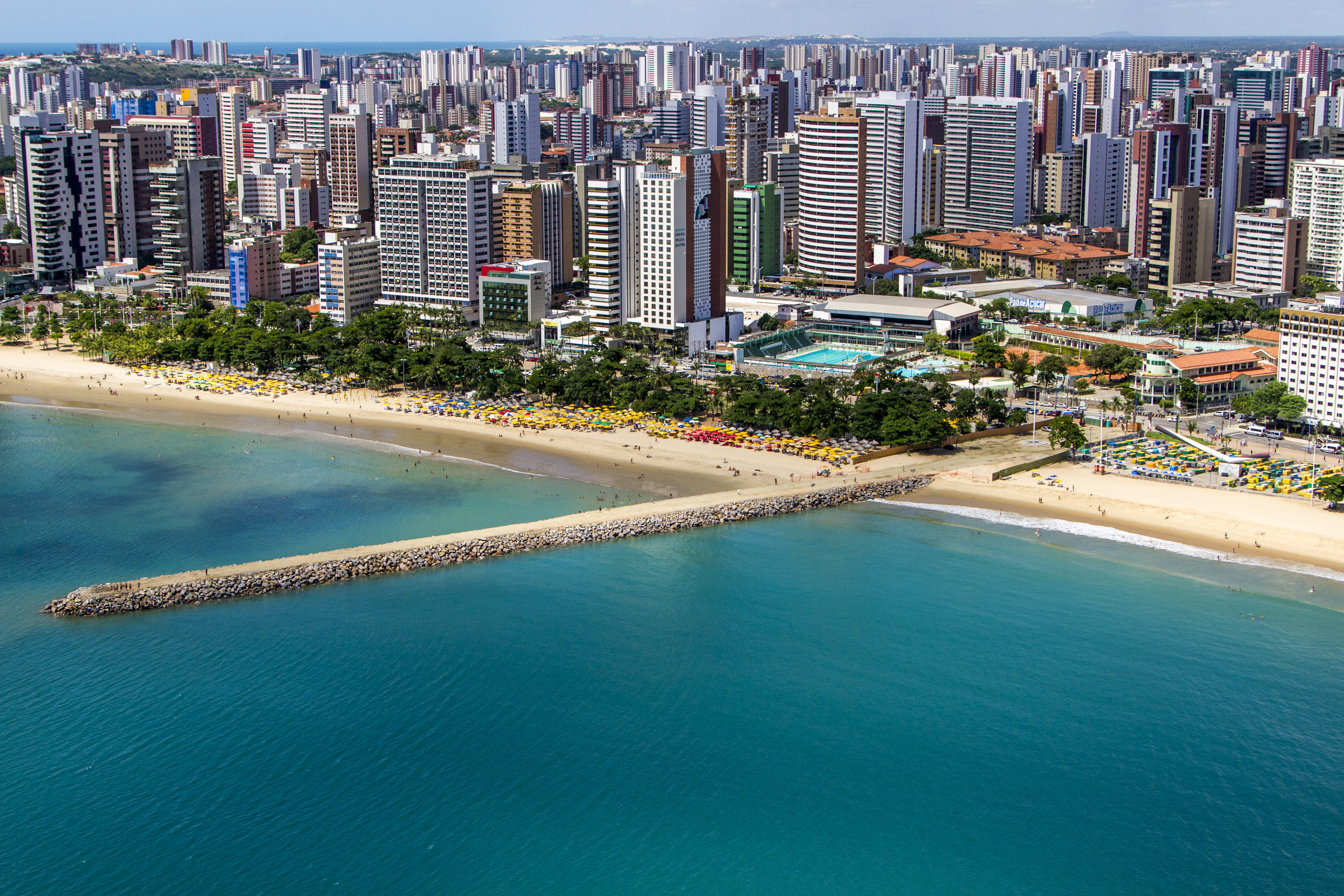
Littoral de Fortaleza.

Le littoral de Fortaleza est long de 34 km, avec un total de 15 plages dont la plage d'Iracema et la plage de Meireles. Ses limites sont les embouchures des rivières Pacoti au sud et Ceará au nord. Les autres rivières et ruisseaux qui se jettent sur la côte sont le Pajeú , le Maceió, le Jacarecanga  et le Coco. La plage de Barra do Ceará est la plage qui fait la limite entre Fortaleza et Caucaia située au nord. Le site a une grande importance pour l'histoire de la ville car c'est le premier endroit où l'açorien Pero Coelho de Sousa a fait une incursion en 1603, et construisit la forteresse de São Tiago (Saint-Jacques). La plage d'Iracema est l'un des lieux les plus fréquentés avec ses bars et certains bâtiments historiques comme l'église Saint-Pierre, l'Estoril et le Pont des Anglais, ainsi que des galeries d'art et le Centre Dragão do Mar des Arts et de la Culture. C'est aussi ici que se retrouvent pêcheurs et surfeurs. Sur la place de Meireles se situe l'avenue « Beira Mar », qui se termine à Mucuripe. On y trouve la plus grande concentration d'hôtels de la ville ainsi que la foire d'artisanat la plus importante de la ville. La Volta da Jurema est la zone la plus imposante de la côte. Mucuripe est célèbre pour sa communauté de pêcheurs et la composition de Raimundo Fagner qui décrit « le radeau et le pêcheur ». Chaque jour, on peut y voir le départ et l'arrivée des pêcheurs. Il y a un marché très animé de poissons et crustacés ainsi que la plus ancienne statue d'Iracema et Martim de la ville, inaugurée en 1965. Peu après Mucuripe se trouve la plage Titãzinho, qui est célèbre pour la pratique du surf et qui a révélé des talents comme « Tita Tavares » et « Fabinho ». La Praia do Futuro est la plus prisée des touristes, elle est très longue et on y trouve des barracas, des restaurants spécialisés dans les fruits de mer. Un événement typique de Fortaleza est la Caranguejada (équivalent d'une churrascaria avec du crabe) tous les jeudis.

### Quartiers

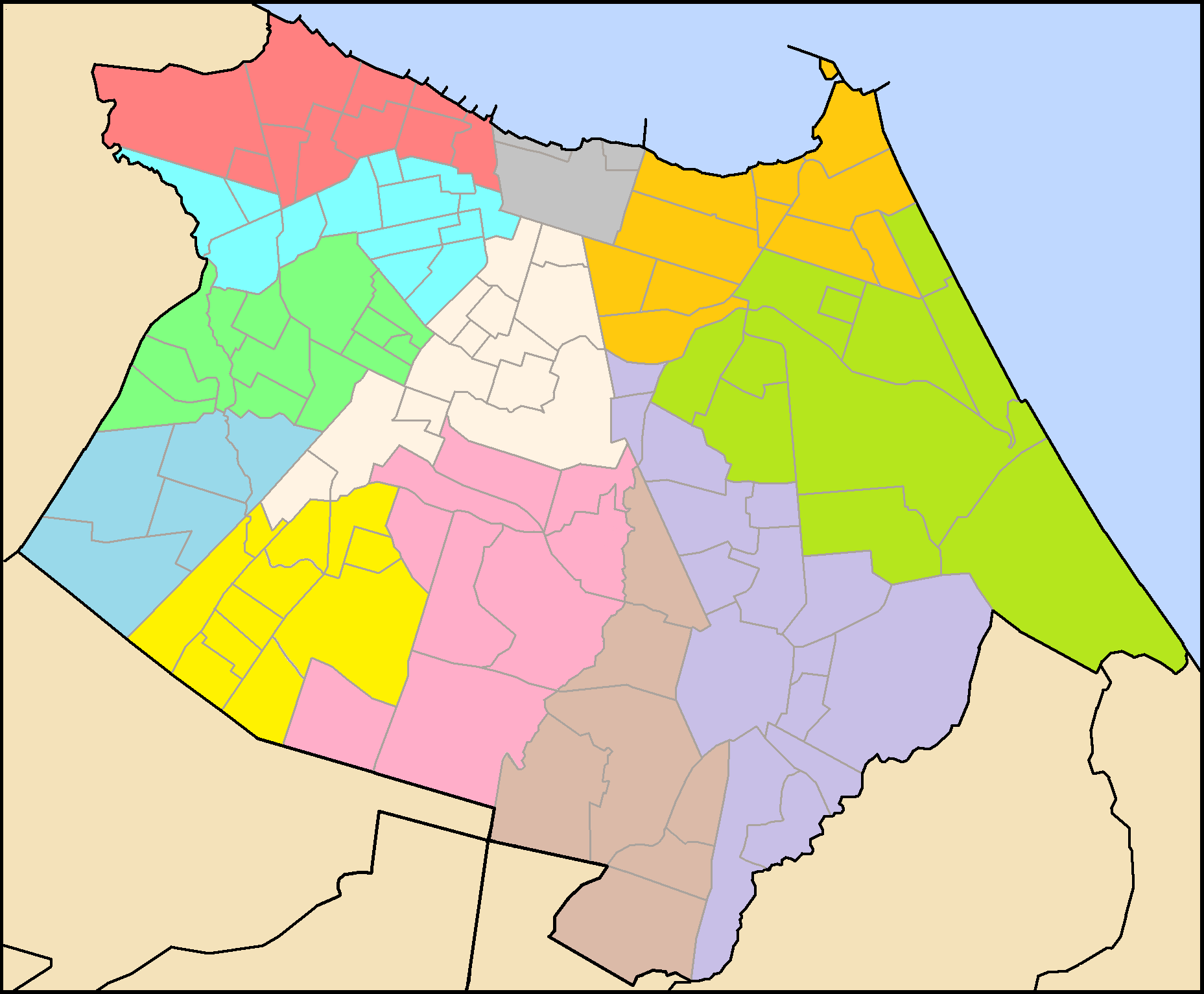
Quartiers de Fortaleza.

Le territoire de la ville de Fortaleza est divisé en un grand nombre de quartiers. Il y a les quartiers du littoral, les quartiers qui constituent le centre-ville et le quartier d'affaires, les quartiers résidentiels qui s'articulent autour du centre de Fortaleza, et les quartiers périurbains qui généralement sont les plus éloignés du centre et des plages.

## Démographie
Une des causes majeures de la croissance démographique de Fortaleza au long de son histoire a été la période de sécheresse dans les terres et les migrations vers le littoral, l'exode rural, et la recherche de meilleures conditions d'emploi et de revenu. La population de Fortaleza, l'année de sa création en 1726, est estimée à 200 habitants dans le noyau urbain. Le premier recensement de population mené dans la ville a lieu  en 1777 (année de grande sécheresse dans le Ceara), sous le commandement du capitaine-général José César de Menezes, et comptabilise 2 874 personnes. En 1808, la population est estimée à 1 200 personnes par le voyageur anglais Henry Koster. En 1813, le gouverneur Manuel Ignacio de Sampaio réalise le premier recensement dans l'ensemble de Ceará, et Fortaleza enregistre une population de 12 810 habitants. Le dernier recensement de la population avant le recensement national de 1872 est réalisé en 1865, pendant la Guerre du Paraguay, qui aboutit à une population de 19 264 personnes. Cette année 1 236 personnes partent à la guerre parmi lesquelles des soldats et des officiers.
La première période de grande croissance démographique de Fortaleza a lieu entre 1865 et 1872, lorsque la construction du chemin de fer de Baturité débute. Une main-d'œuvre importante est alors nécessaire et la population  de la ville croît, tout comme l'économie. En 1877, une autre sécheresse sévit et provoque des migrations vers Fortaleza et ses environs. Les périodes de migrations se répètent au gré des sécheresses répétées de 1888, 1900, 1915, 1932 et 1942. Lors des trois dernières sècheresses, des camps sont mis en place dans les terres pour empêcher l'arrivée de migrants dans la capitale. Toutefois, les sècheresses restent directement liées à la migration des paysans attirés par la modernité de la capitale du Ceara.
En 1922, Fortaleza atteint les cent mille habitants, avec l'annexion des municipalités de Messejana et Parangaba, qui sont aujourd'hui des quartiers de la ville. Parangaba est alors une ville de plus de 20 000 habitants, qui accueille le plus de migrants de la sécheresse derrière Fortaleza.
Durant les premières années de la dictature militaire, la ville connait plusieurs bouleversements qui font de Fortaleza un pôle industriel. Pendant le premier gouvernement de Virgílio Távora (pt) (1963-1966), la zone industrielle de Fortaleza (DIF I) commence à sortir de terre. En 1973, Fortaleza a quasiment une population d'un million de personnes lorsque le Brésil crée les régions métropolitaines, dont Fortaleza fait partie. En 1983, le DIF est intégré à la nouvelle ville de Maracanaú, qui une fois créée, devient une partie intégrante de la région métropolitaine de Fortaleza.
Dans les années 1980, la municipalité de Fortaleza dépasse celle de Recife au regard de la population, ce qui en fait la deuxième municipalité la plus peuplée du Nordeste avec 1 300 000 habitants. Au cours des dernières décennies du XXe siècle, la ville se développe de plus en plus, atteignant plus de deux millions d'habitants en 2000. Avec une population estimée en 2015 à 2 591 188 habitants, Fortaleza est la cinquième municipalité la plus peuplée du Brésil, mais avec 3 327 021 habitants, seulement la huitième concentration urbaine (pt).

### Immigration
Fortaleza reçoit peu d'immigrants étrangers au cours de son histoire. Néanmoins, le début du XXe siècle est un moment marquant pour la ville, qui accueille des immigrants de plusieurs nationalités, en particulier des Portugais. Plusieurs familles de Syro-libanais parviennent également à constituer une solide communauté à Fortaleza. De moindres importances, on retrouve des Espagnols, Italiens, Anglais ou Français. Pendant la Seconde Guerre mondiale, la ville accueille de nombreux militaires américains au consulat de leur pays.
Aujourd'hui, motivés par le tourisme de loisir, des Italiens, Espagnols et ressortissants d'autres pays européens ont choisi de vivre à Fortaleza. D'après le recensement de 2000, il y en avait 2562 au Ceará. Selon la police fédérale il y a 8 591 étrangers qui vivent en 2010 à Fortaleza: il s'est donc produit une immigration internationale considérable au cours des années 2000.

## Religion
| Nombre d'adeptes selon la religion à Fortaleza (Censo 2000) | Nombre d'adeptes selon la religion à Fortaleza (Censo 2000) | Nombre d'adeptes selon la religion à Fortaleza (Censo 2000) |
| Religion                                                    | Nombre d'adeptes                                            | (%)                                                         |
| ----------------------------------------------------------- | ----------------------------------------------------------- | ----------------------------------------------------------- |
| Catholiques                                                 | 1 664 521                                                   | 67,88                                                       |
| Protestants                                                 | 523 456                                                     | 21,35                                                       |
| Athées                                                      | 162 985                                                     | 6,65                                                        |
| Spiritisme                                                  | 31 691                                                      | 1,29                                                        |
| Témoins de Jéhovah                                          | 13 758                                                      | 0,64                                                        |
| Autres religions                                            | 15 923                                                      | 0,7                                                         |

Il y a beaucoup de religions différentes présentes dans la ville. Bien qu'elle soit née lors de l'occupation des protestants hollandais, Fortaleza conserve un caractère catholique très ancré. La première religion non catholique, le presbytérianisme, est apparu en 1881, et malgré les persécutions par les catholiques locaux, aboutit à la fondation de l'Église presbytérienne de Fortaleza. La très grande majorité des protestants sont évangéliques (recensement de 2000).
Selon le dernier recensement de l'IBGE, le pourcentage  d'athées est inférieur à la moyenne nationale de 7 % — mais dépasse toutes les autres religions non-chrétiennes.

### Église catholique romaine

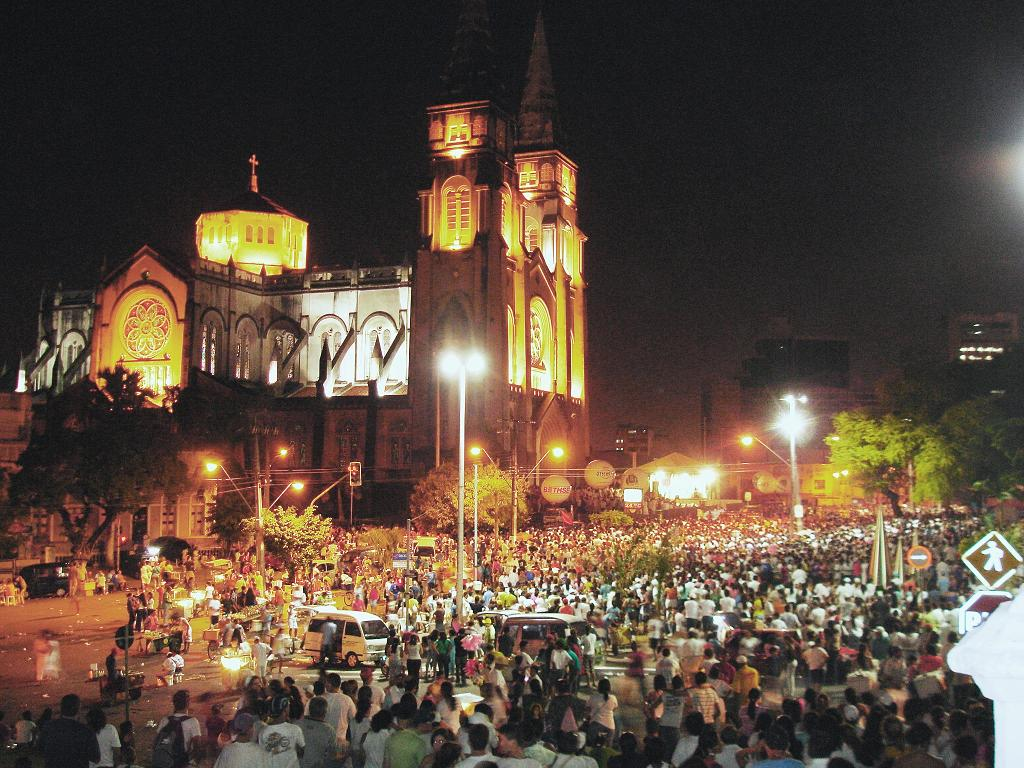
Cathédrale de Fortaleza

L'Archidiocèse de Fortaleza, la circonscription ecclésiastique, appartient au Conseil épiscopal de la Région du Nordeste-I de la Conférence nationale des évêques du Brésil (CNBB) et a comme archevêque José Antônio Aparecido Tosi Marques. Fondée en 1854, elle couvre un territoire de 15 217 km2, réparti en 113 paroisses. Les paroisses présentes à Fortaleza représentent plus de la moitié des 62 existantes.
Le séminaire de Prainha, créé en 1864, a vu passer des personnalités comme le Père Cicero, Dom Eugênio Sales, Dom Hélder Câmara et Dom José Freire Falcão.
La Cathédrale métropolitaine Saint-Joseph, appelée aussi Cathédrale métropolitaine, a une capacité de 5 000 personnes. Dixième cathédrale la plus importante du monde et deuxième du Brésil, elle a commencé à être érigée en 1938 à la place de l'église de Sé. Elle a été inaugurée en 1978 par Dom Aloisio Lorscheider. Un autre monument de Fortaleza est l'église de Notre-Dame du Liban, l'une des quatre églises melkites présentes au Brésil, qui a été érigée en 1960 par la communauté syro-libanaise implantée dans la ville.
Notre-Dame de l'Assomption est reconnu comme le saint patron de la ville, en l'honneur du Fort de Nossa Senhora da Assunção à l'origine de la création de la ville.

## Politique
Le gouvernement municipal de Fortaleza est divisé en deux branches : exécutif, exercé par le maire Luizianne Lins, aidé par une action régionalisée exécutée conjointement par les sept Secrétariats régionaux d'administration (SER), et le législatif, avec les 41 conseillers municipaux du Conseil Municipal, qui supervise l'exécutif et examine les lois. Au Brésil, les municipalités n'ont pas de pouvoir judiciaire. Le nombre total de personnes employées directement dans l'administration en 2005 était de 24 592 personnes. À partir de l'année 2005, une gestion participative a été développée dans la ville, qui permet une participation effective de la population.

### Capitale du Ceará
Fortaleza est la capitale de l'État du Ceará depuis qu'elle est devenue une capitainerie indépendante en 1799. Le quartier Cambeba abrite le centre administratif Governador Virgilio Tavora, qui concentre le siège de la plupart des ministères et autres institutions administratives. Aujourd'hui, le bureau du gouverneur est installé dans le Centre Administratif Bárbara de Alencar, également connu sous le nom de Palácio Iracema, qui historiquement a été le premier Club de Iracema, situé à la Plaza des Volontaires, puis transféré à l'hôtel de ville (avec le Centre Municipal des Finances).
Avec le siège du gouvernement de l'État du Ceará, Fortaleza possède aussi le siège régional de plusieurs institutions fédérales telles que Banco do Nordeste et le ministère national des Travaux contre la sécheresse (DNOCS). La base aérienne de Fortaleza est un site majeur pour l'aviation militaire notamment pendant la Seconde Guerre mondiale, qui, avec l'Autorité portuaire de Ceará et la dixième région militaire de commandement, sont les institutions militaires présentes dans Fortaleza. La Croix-Rouge et l'UNICEF sont également présents dans Fortaleza.

## Jumelages
- Caracas (Venezuela)
- Modène (Italie)
- Natal, Rio Grande do Norte (Brésil)
- Praia (Cap-Vert)
- Racine, Wisconsin (États-Unis)
- Saint-Louis (Sénégal)

## Secrétariats exécutifs régionaux

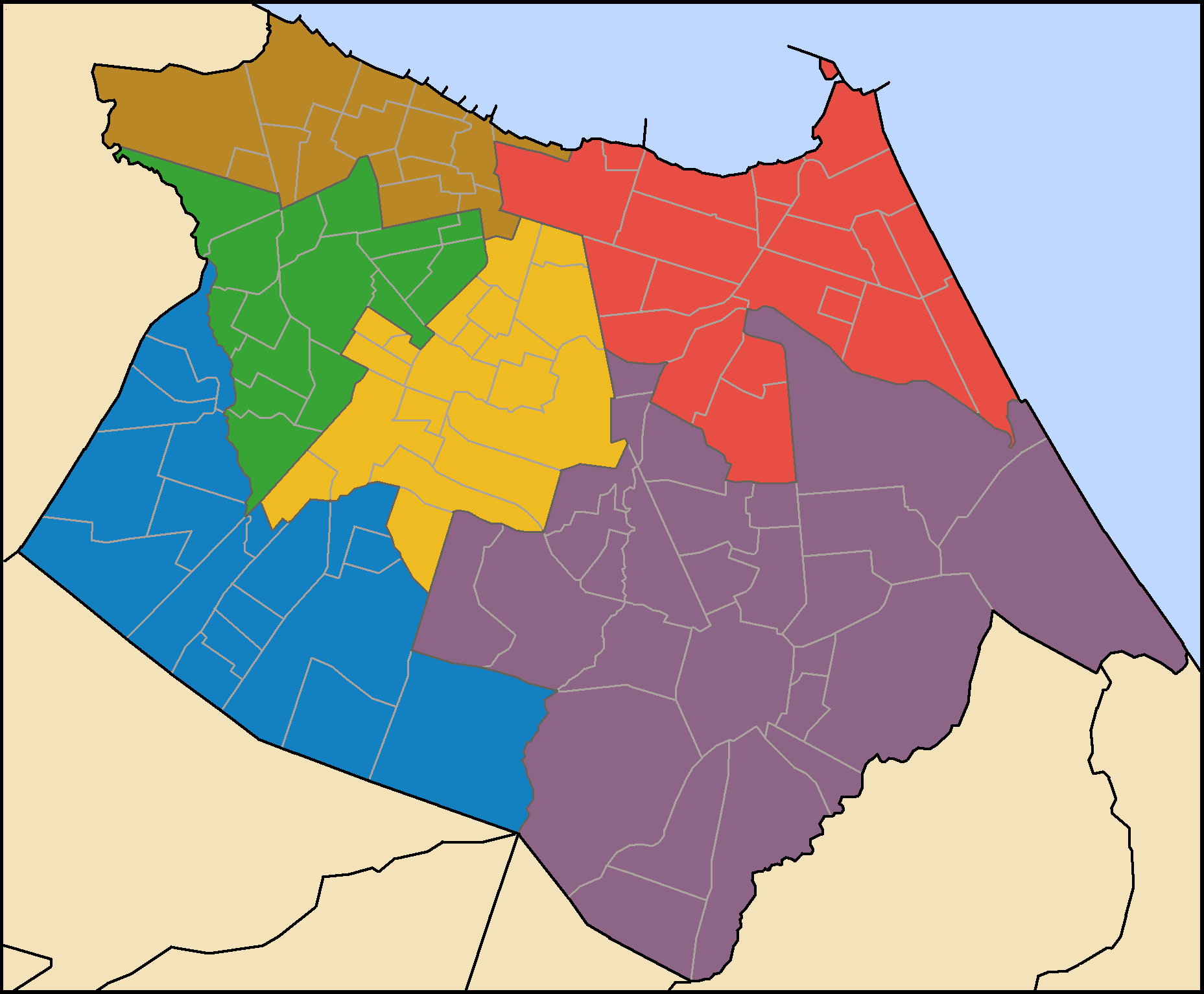
Les six secrétariats exécutifs régionaux (SER):
SER I
SER II
SER III
SER IV
SER V
SER VI

À partir de 1911, la ville semble composée de deux districts: Fortaleza et Patrocínio. En 1933, un décret d’État crée les districts de Messejana et Mondubim. La ville est alors divisée en sept districts: Fortaleza, Alto da Balança, Barro Vermelho, Messejana, Mondubim, Parangaba et Pajuçara. En 1936, le district de Pajuçara est rebaptisé Rodolfo Teófilo.
Le décret d'État n°448 du 20 décembre 1938 supprime les districts de Rodolfo Teófilo (son territoire est annexé au district de Marazion), des municipalités de Maranguape et Alto da Balança (leurs territoires sont annexés au district de Fortaleza). Par le décret n°1114 du 30 décembre 1943, le quartier de Porangaba  est rebaptisé  Parangaba. La municipalité est alors composée de cinq districts: Fortaleza, Antônio Bezerra, Messejana, Mondubim et Parangaba.
Actuellement, il y a 116 districts, un Secrétariat exécutif régional du centre (SERCEFOR), six Secrétariat exécutif régional (SER), unités administratives responsable de la mise en œuvre des services publics.

### Secrétariat exécutif régional du centre
Centro

### SER I
Barra do Ceará • Pirambu • Jacarecanga • Otávio Bonfim • Jardim Iracema • São Gerardo • Floresta • Vila Velha • Cristo Redentor • Ávaro Weyne • Jardim Guanabara • Carlito Pamplona • Monte Castelo • Moura Brasil • Vila Ellery

### SER II
Praia de Iracema • Aldeota • Papicu • Praia do Futuro • Cocó • Cidade 2000 • Mucuripe • Varjota • Patriolino Ribeiro/Guararapes • Joaquim Távora • Meireles • Cais do Porto/Serviluz • São João do Tauape • Salinas/Conjunto Alvorada • Vicente Pinzón/Castelo Encantado • Lourdes • Dionísio Torres • Dunas/Manoel Dias Branco • Luciano Cavalcante

### SER III
Antônio Bezerra • Padre Andrade • Henrique Jorge • Dom Lustosa • Pici • Parquelândia • Presidente Kennedy • Jóquei Clube • Quintino Cunha • Rodolfo Teófilo • Bela Vista • Olavo Oliveira • Parque Araxá • Amadeu Furtado • Autran Nunes • João XXIII • Bonsucesso

### SER IV
Parangaba • Vila União • Serrinha • Montese • Gentilândia • Benfica • José Bonifácio • Bairro de Fátima • Panamericano • Jardim América • Itaperi • Couto Fernandes • Demócrito Rocha • Damas • Itaóca • Bom Futuro • Parreão • Vila Peri

### SER V
Mondubim • Conjunto Ceará • Conjunto Esperança • José Walter • Bom Jardim • Granja Portugal • Maraponga • Siqueira • Novo Mondubim • Jardim Cearense • Genibaú • Parque Dois Irmãos • Canindezinho • Parque Santa Rosa • Parque São José • Granja Lisboa • Parque Presidente Vargas

### SER VI
Água Fria • Messejana • São Bento • Parque Santa Maria • Passaré • Lagoa Redonda • Cajazeiras • José de Alencar • Cidade dos Funcionários • Castelão • Seis Bocas • Sabiaguaba • Edson Queiroz • Aerolândia • Cambeba • Alto da Balança • Conjunto Palmeiras • Jardim das Oliveiras •  Pedras • Abreolândia • Sapiranga Coité • Guajeru • Coaçu • Dias Macedo • Barroso • Jangurussu • Lago Jacarey • Paupina • Ancuri • Parque Iracema • Curió

## Économie

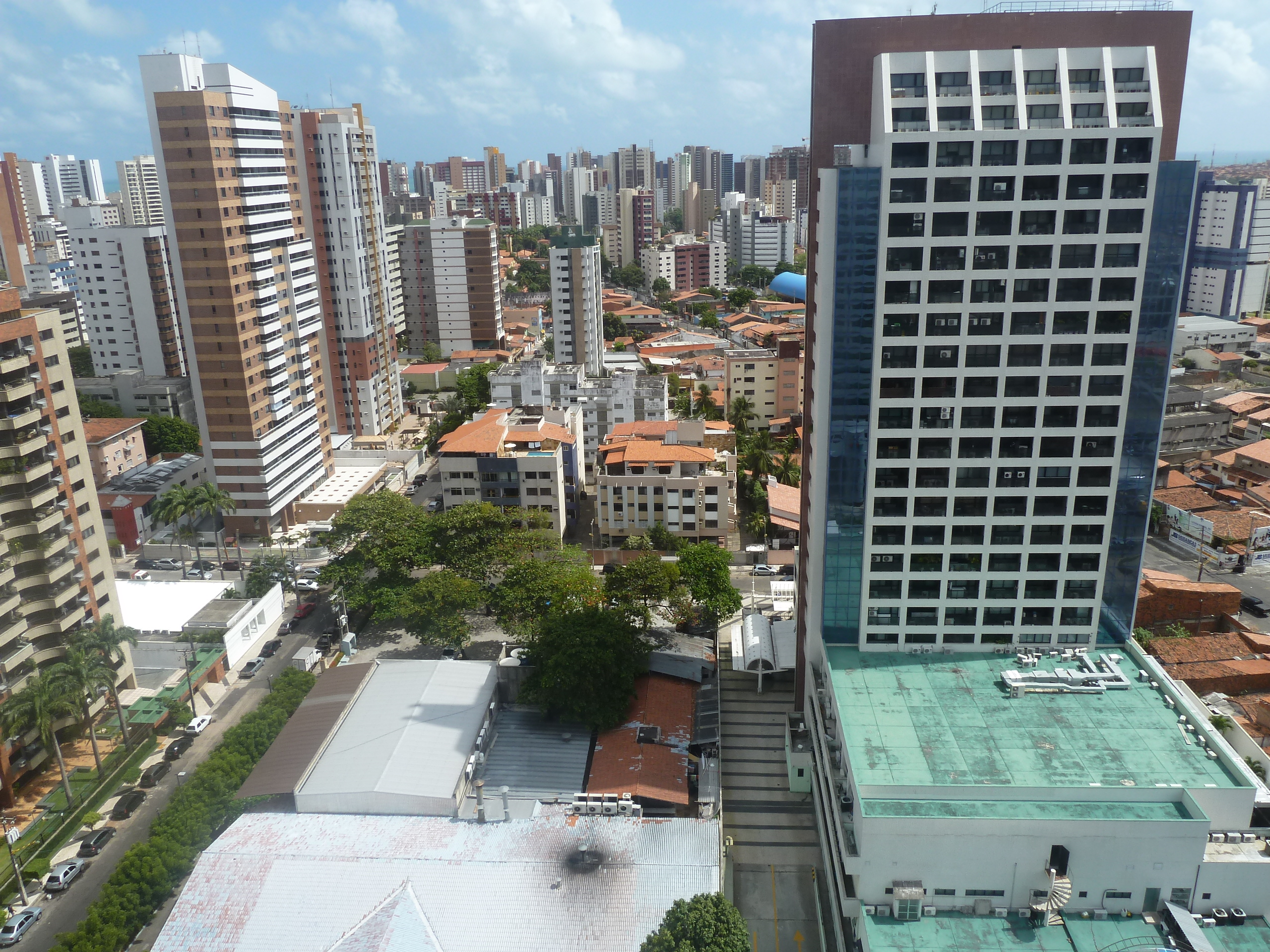
Centre de Fortaleza.

En 2008, le PIB de Fortaleza était de 12 milliards d'euros, avec une augmentation nominale de l'année précédente de près de 1,7 milliard de dollars; ce total représente 47,1 % du PIB du Ceará. De 2007 à 2008, le pourcentage de la part de Fortaleza dans le PIB du Ceará a reculé de 0,4 %. Fortaleza possède le PIB le plus important du Nordeste, devant Salvador de Bahia.
La diversité commerciale est le plus grand générateur de richesse dans l'économie de Fortaleza. La zone commerciale principale demeure le centre-ville, réunissant le plus grand nombre d'établissements.Il y a aussi le marché nocturne sur la plage dans le quartier de touristique de Beira mar.
La production de chaussures, textiles, cuir, fourrure et nourriture, les dérivés du blé en particulier, ainsi que l'extraction minière, sont les segments les plus forts de l'industrie à Fortaleza ainsi que hamacs et dentelle.

## Tourisme et relations internationales

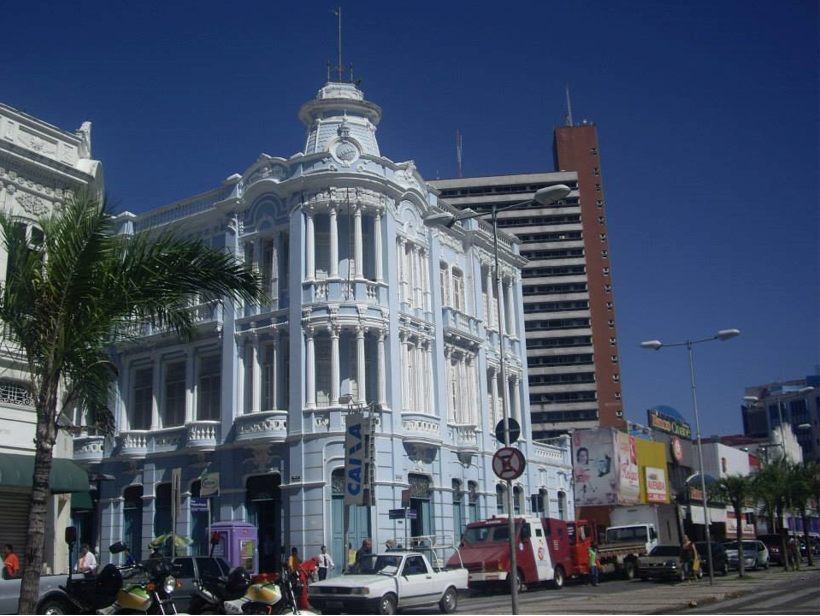
Centre de Fortaleza.

Fortaleza est l'une des destinations touristiques les plus populaires du Brésil ; elle a été considérée comme destination la plus populaire du pays en 2004 et 2005 par la ABAV (Association brésilienne des agences de voyages). Les principales attractions sont le parc à thème Beach Park à Aquiraz, dans la région métropolitaine, qui attire en moyenne 500 000 visiteurs par an, le Centre des Arts et de la Culture Dragão do Mar, l'avenue Beira Mar avec sa foire artisanale, la Praia de Iracema, avec le pont de l'Anglais et le Pirata Bar et la Praia do Futuro avec ses « tentes » sur la plage. La ville reçoit un nombre croissant de touristes étrangers chaque année, en particulier en provenance du Portugal, d'Italie et de France.
Sur le front de mer de la ville, on retrouve les principaux moyens d'hébergement et de nombreux restaurants et attractions touristiques, en particulier pour le parc aquatique, les clubs, les discothèques et salles de concert. Selon l'IBGE, la ville comptait 4 367 entreprises dans les secteurs de l'hébergement et de la restauration en 2005. Elle possède également plusieurs consulats.
En 2014, la ville accueille le sommet du BRICS 2014.

## Transports
L'aéroport international de Fortaleza relie notamment à l'Europe par des vols directs avec Lisbonne (Portugal), Paris (France) et Milan (Italie) ainsi que de nombreux vols intérieurs pour Brasilia, Rio de Janeiro, São Paulo, etc.
Le métro de Fortaleza comprendra 3 lignes en 2014 puis 4 en 2019, une sixième ligne étant en projet.
Enfin, le Port Industriel de Mucuripe dont le trafic annuel est 30 millions de tonnes, peut accueillir des navires de 50 000 tonnes.
Depuis le 15 décembre 2014, un système de vélos en libre-service, nommé Bicicletar, existe dans la ville.

## Culture

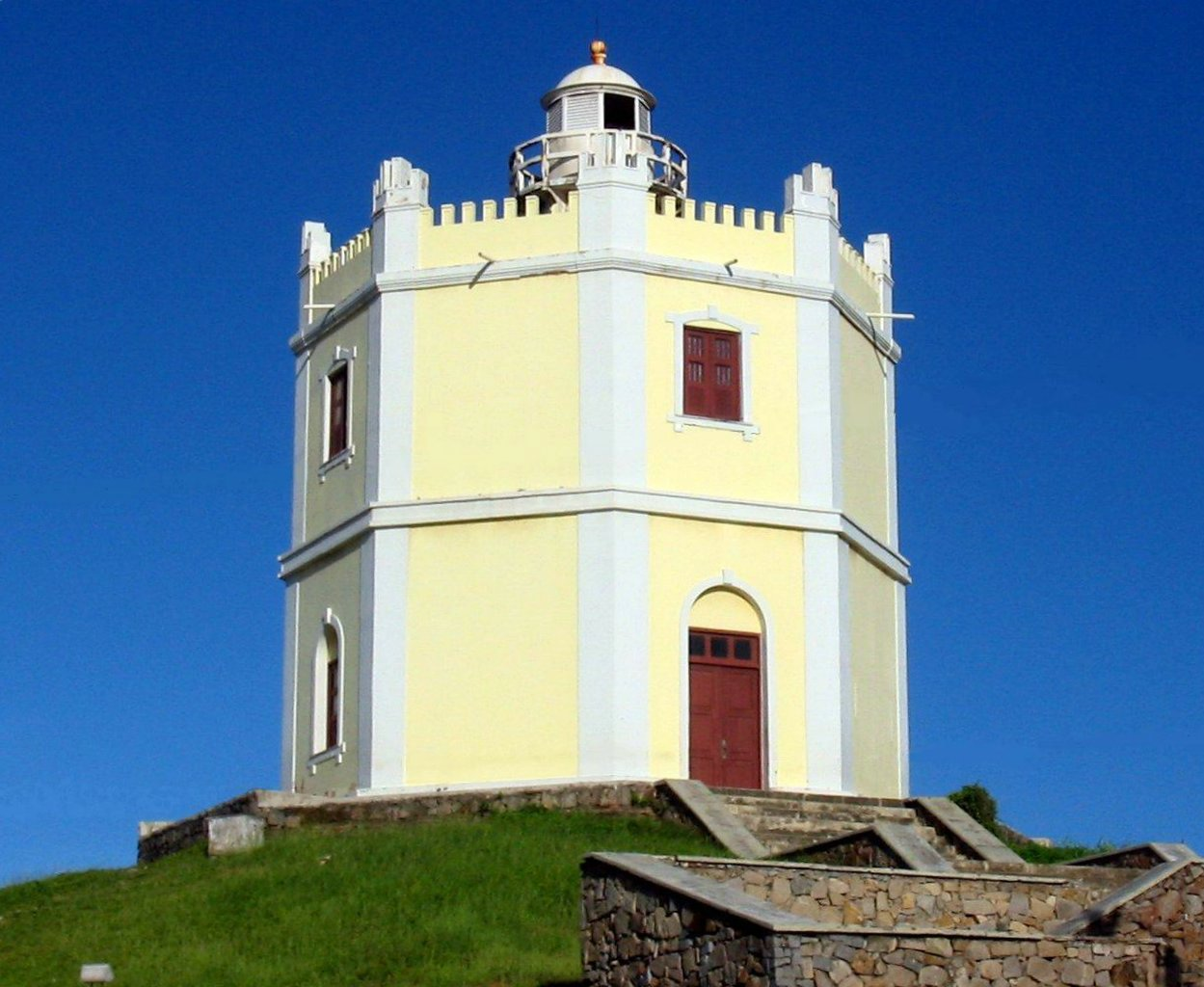
Ancien phare de Fortaleza

La vie culturelle de Fortaleza est très diversifiée et fructueuse. De nombreux artistes, des écrivains, des peintres et des chanteurs, se produisent sur les différentes scènes et rues les plus dynamiques de la ville. Plusieurs théâtres, dont le plus important est le Theatro José de Alencar, présente la majorité des œuvres de la culture locale. Il existe aussi des théâtres attachés aux établissements d'enseignement, comme le théâtre d'IBEU et le Teatro Arena do Colégio Christus. Le Musée du Ceará et le Musée de Fortaleza, au phare de Mucuripe, conservent les objets les plus importants de l'histoire fortalezense. Les institutions les plus importantes encore présente dans la vie de la cité sont l'Académie Cearense des Arts et l'Institut du Ceará, les deux ayant été créées à la fin du XIXe siècle par de grands noms tels que Capistrano de Abreu et Farias Brito.
Le Centro Dragão do Mar de Arte e Cultura (CDMAC) est actuellement la principale zone culturelle de Fortaleza. On y trouve des musées, des théâtres, un planétarium, des cinémas et des espaces de représentations publiques pour chanteurs, poètes et autres spectacles. Situé sur une des zones de la fondation de Fortaleza, elle possède un patrimoine architectural préservé hérité du temps de l'économie cotonnière. Le jardin public de Fortaleza est l'un des patrimoines culturel et paysager de la ville, lieu où les révolutionnaires de la Confédération de l’Équateur ont été abattus. La Casa de Juvenal Galeno est une autre institution culturelle importante à Fortaleza, elle tire son nom d'un des plus importants poètes originaire de la ville, Juvénal Galeno. Dans cet espace culturel a été créé en 1969 le Clube dos Poetas Cearenses par le poète Antonio Carneiro Portela - association de jeunes artistes - qui se réunit le samedi. C'est là que beaucoup de jeunes - avec un talent pour les lettres - ont commencé leur carrière, et qui aujourd'hui forment les principaux auteurs de la littérature cearense. Parmi les jeunes idéalistes qui fréquentaient la maison, se démarquent - Carneiro Portela, Márcio Catunda, Vicente Freitas, Guaracy Rodrigues, Mário Gomes, Stênio Freitas, Aluísio Gurgel do Amaral Jr., Costa Senna, entre autres. L'écrivain Nenzinha Galien, petite-fille de l'illustre poète Juvénal Galeno, a été l'une des plus grandes partisanes de ce mouvement socioculturel.

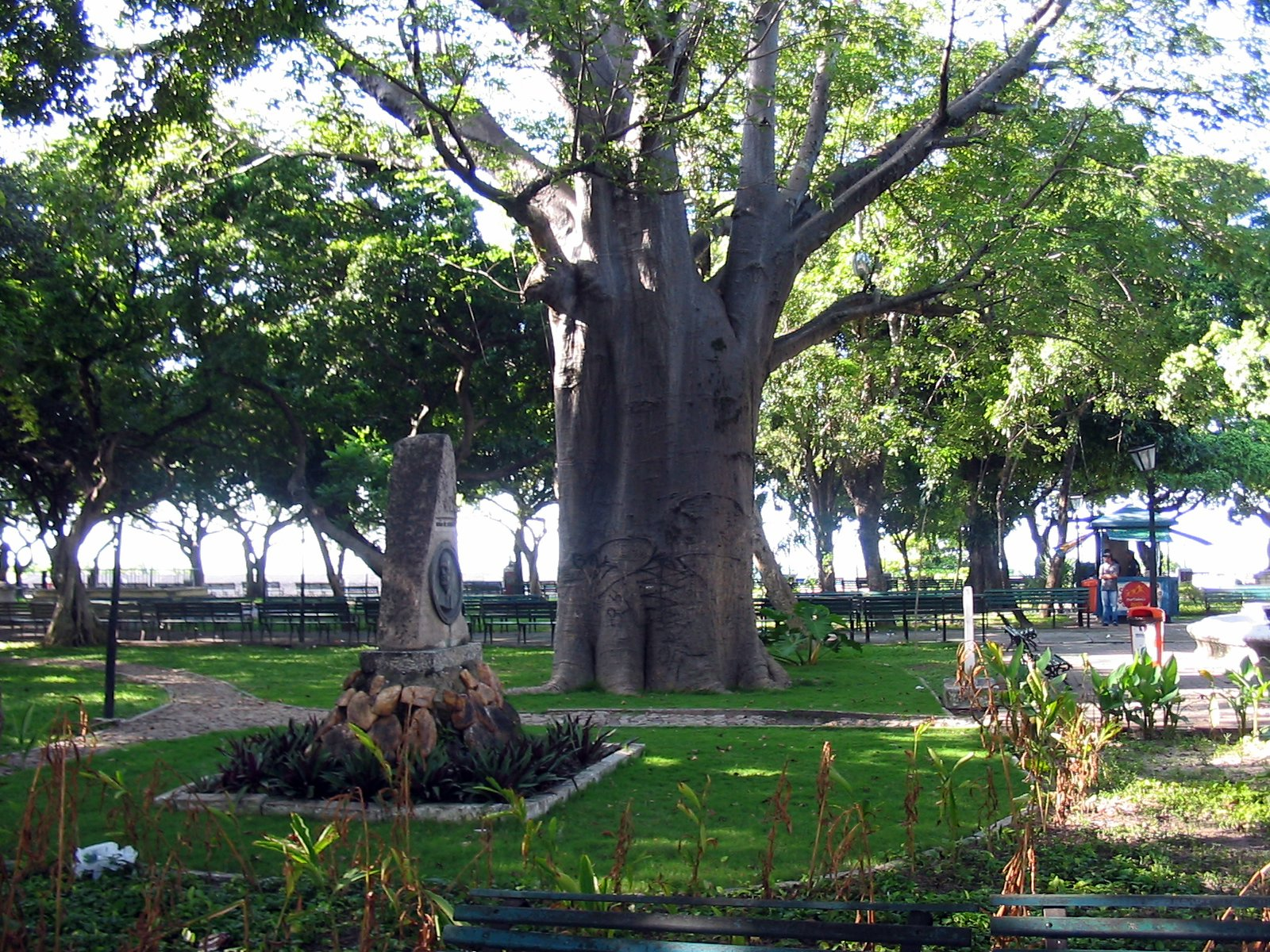
Baobab du jardin public de Fortaleza

Les fêtes les plus importantes sont celles qui impliquent l’Église catholique, parmi lesquels le carnaval de Fortaleza qui est fêté avec le défilé des écoles de samba et de maracatu, la fête de Notre Dame de l'Assomption le 15 août, la Fête de la Saint-Jean, et d'autres dates traditionnelles. Le Fortal, micareta à la fin du mois de juillet, et le festival Ceará Music en octobre sont les événements les plus populaires en terme musical.
L'artisanat cearense trouve en Fortaleza son marché principal et une large vitrine pour ses produits. Ainsi, dans la ville, on retrouve plusieurs endroits précis pour la vente de produits artisanaux tels que le Central de Artesanato do Ceará (CEART); Centro de Turismo (EMCETUR); Feira de Artesanato da Beira-Mar; Mercado Central de Fortaleza; Polo Commercial Avenue Mgr Tabosa. La diversité de l'artisanat que l'on trouve à Fortaleza est important, en particulier ceux lié à l'utilisation du cuir, des bouteilles de couleur, de la poterie, de la vannerie et du tissage, de la dentelle aux fuseaux. Le hamac est également très populaire dans les marchés artisanaux.

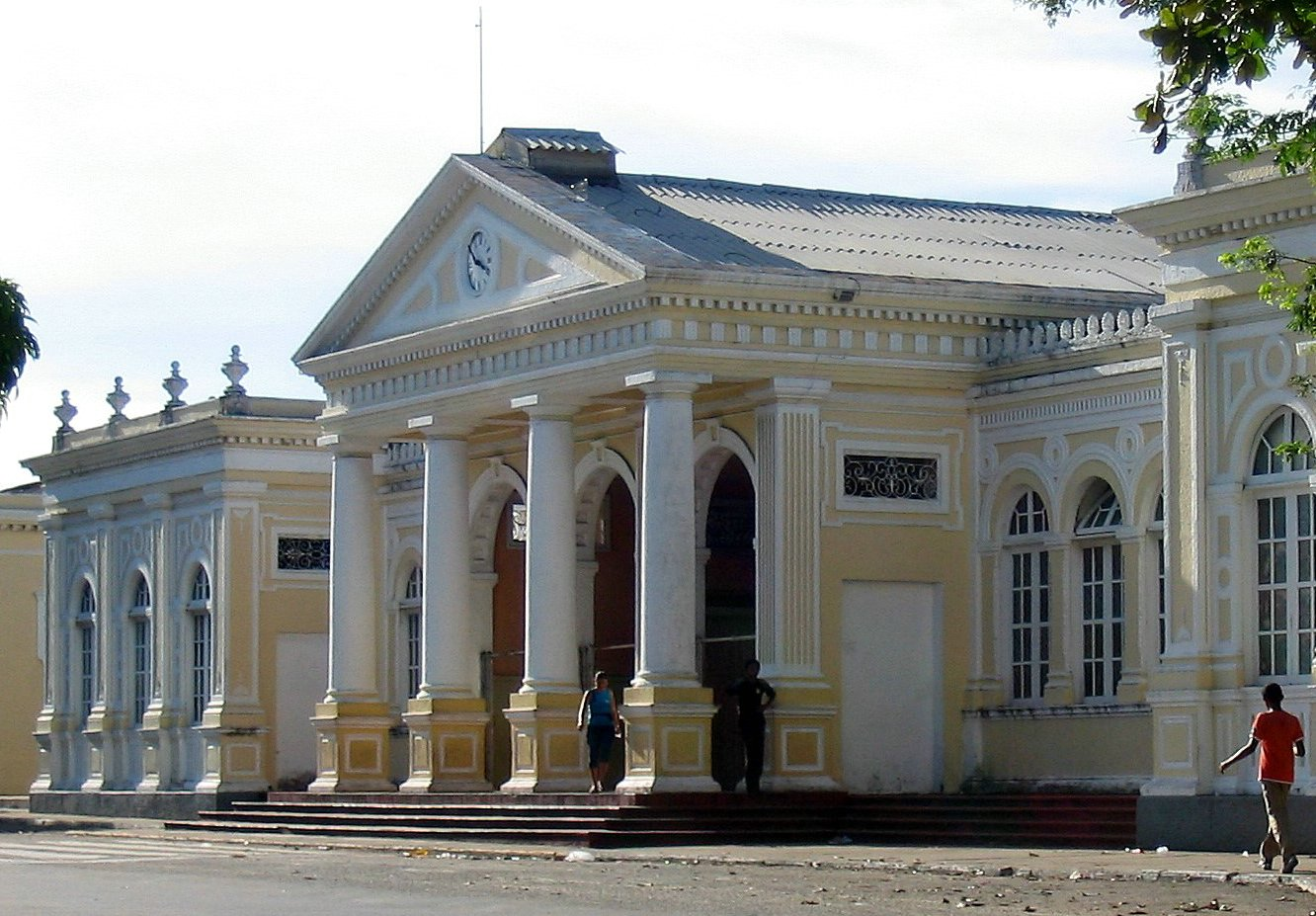
Estação João Felipe de Fortaleza

Le patrimoine architectural est concentré dans le centre-ville. Bien loin du centre, la Casa de José de Alencar est un héritage de grande valeur historique et culturelle protégée par une loi fédérale depuis 1964. En plus d'être la ville natale d'un des plus grands écrivains du Brésil, Fortaleza possède aussi d'autres œuvres architecturales, tels que le Cine Sao Luiz, où chaque année se déroule le festival du film Cine Ceará, et la Estação João Felipe, point de départ de la route du fer construite pendant la sécheresse de 1877. La Praça do Ferreira est un autre jalon important de Fortaleza, ce fut la place majeure d'événements sociaux du XIXe siècle tels que les mouvements abolitionniste ou républicains.

### Mode
Fortaleza est la ville où vit l'un des plus grands représentants de la mode au Brésil, Villaventura Lino, qui y a fait carrière depuis les années 1980. L'industrie textile a un grand poids dans la production locale avec des marques telles que Vilejack, Santana Textiles et place de magasins de vêtements important dans le Nord, comme l'Esplanada et Otoch. Des événements importants se produisent dans la ville, comme le Festival de la Mode, Fortaleza Fashion Week et le Dragão Fashion Brasil. Produits en cuir et en dentelle font également partie de la mode locale, poussée par une grande tradition et ses valeurs culturelles. La mode des vêtements de plage est la tendance la plus forte, en raison du tourisme et des plages du littoral cearense.

### Humour
Fortaleza est connue pour être le théâtre principal de l'humour brésilien. Des comédiens comme Tom Cavalcante et Wellington Muniz, reconnus au niveau national, sont nés à Fortaleza. D'autres comédiens cearense voire originaires d’autres États ont fait leur carrière dans la ville, tels que Renato Aragão, Tiririca, Espanta, Falcão. Au début du XXe siècle, est apparu le terme de « Ceará Moleque » (Ceará enfantin) en allusion aux jeux et provocations politiques et sociales de la population, comme le festival du mensonge le 1er avril.

### Gastronomie
La cuisine de Fortaleza est typique du Nordeste, mettant en évidence des plats tels que la « baião de dois » (riz, des haricots et parfois du fromage), le mouton et la « carne de sol » (un type de viande séchée au soleil). Les fruits de mer font partie des plats typiques tels que la raie grillé, le vivaneau, le maquereau ou encore le crabe. Chaque jeudi, il est traditionnel de manger une « caranguejada », une préparation à base de crabe. La crevette est également consommée en grande quantité.
Varjota, Praia de Iracema et l'avenue Beira Mar sont des lieux avec une plus grande diversité gastronomique ; on y retrouve des restaurants aux spécialités arabe, française, chinoise, japonaise, italienne, allemande, portugaise, espagnole et suisse, en plus des pizzerias, grills, cafés, et les spécialités régionales. Un autre centre gastronomique est situé au sud de Fortaleza, sur la frontière avec Eusébio, où l'on retrouve plusieurs restaurants spécialisés dans ce qui est un des plats typiques du Nordeste, le tapioca. On les appelle les « tapioqueiras ».

### Jour fériés locaux
Les jours fériés spécifiques à Fortaleza sont les journées du 19 mars, jour de Saint-Joseph, le 15 août, jour de Notre-Dame de l'Assomption, patronne de Fortaleza, le vendredi de la Passion (Vendredi Saint) et le jour du Corpus Christi (Fête-Dieu).

### Sports

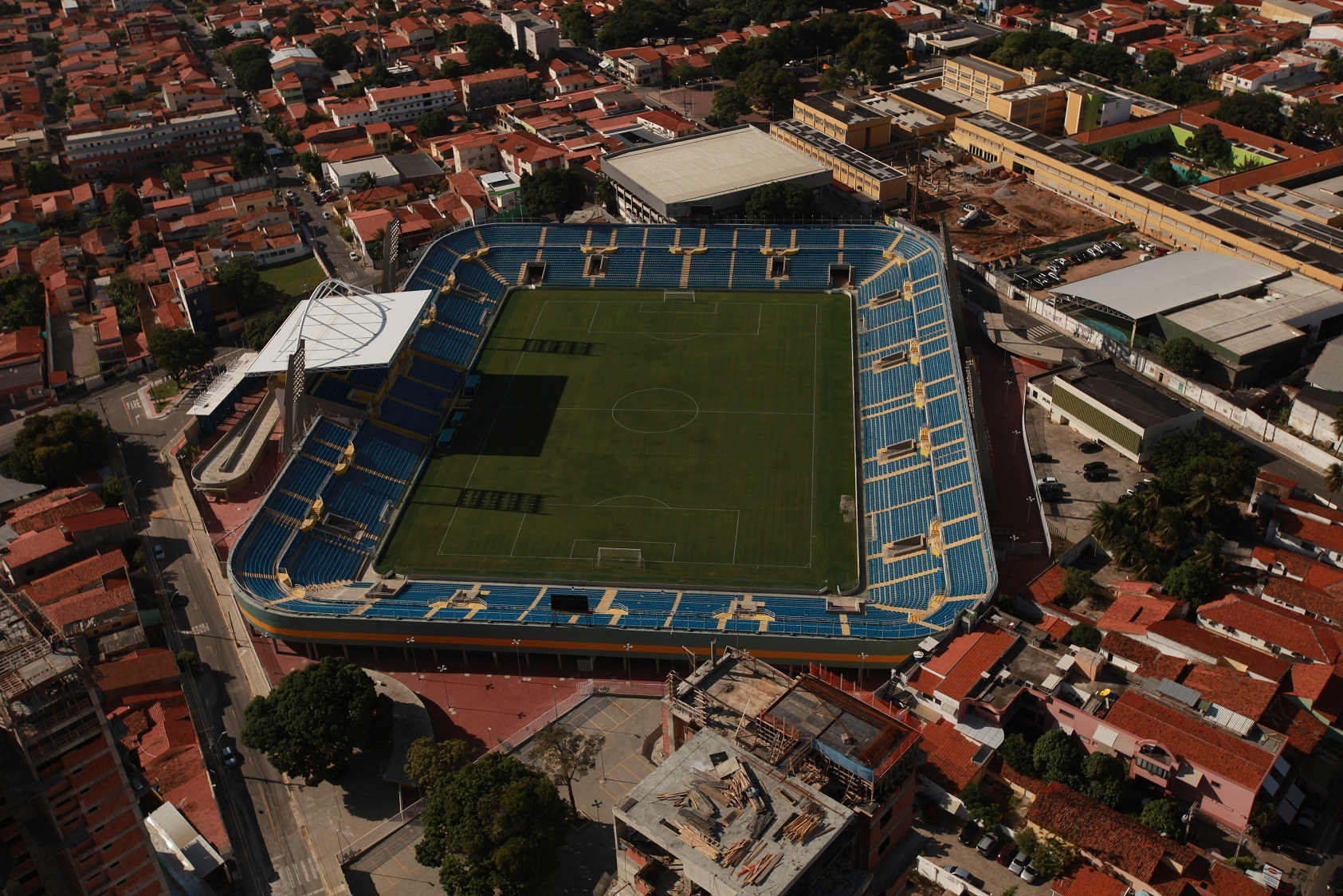
Stade du President Vargas à Fortaleza.

Le rituel quotidien de beaucoup de fortalezenses est la marche ou le jogging à l'aube ou au crépuscule dans les rues des secteurs résidentiels. Les salles de sports et de fitness sont également nombreuses. Les événements les plus importants sont le semi-marathon de Fortaleza, qui célèbre l'anniversaire de la ville, et le marathon du Pain de Sucre qui a lieu en juillet. La Red Bull Soapbox (course de caisses à savon) qui a eu lieu en juin 2008 a été la première du Brésil.
Le sport le plus populaire de la ville, ainsi que dans le reste du Brésil, est le football. En raison de cet amour du football et de l'importance de la ville sur la scène nationale, Fortaleza a été choisi comme l'un des lieux principaux de la Coupe du Monde de football 2014, qui a eu lieu au Brésil. Fortaleza a accueilli six matchs, dont deux de l'équipe du Brésil : son deuxième match dans la première phase du tournoi et le quart de finale Brésil-Colombie (2-1).
La ville dispose de nombreux stades de football, parmi lesquels le Stade Governador-Plácido-Castelo, le Stade Presidente Vargas, le Stade Alcides Santos, le Stade Carlos de Alencar Pinto, le Stade Antônio Cruz ou encore le Stade Elzir Cabral.
Le championnat  Cearense existe depuis 1920. Les meilleures équipes de la ville (et de l'État) sont les suivantes : Ceará Sporting Club, Fortaleza Esporte Clube et Ferroviário Atlético Clube.
Dans plupart des clubs de la ville, le football reste l'activité sportive principale, mais on y trouve d’autres activités comme le football en salle (Fortaleza est le siège de la Fédération brésilienne de football en salle), le volleyball et le basket-ball (Basquete Cearense), entre autres.
Les sports de plage sont également très pratiqués, comme le surf, le windsurf, la voile, le sandboard, le triathlon, la plongée et kite-surf.
La ville accueille plusieurs écoles et académies de sport de combats et d'arts martiaux, en particulier le judo, l'aïkido, la capoeira, le wushu, entre autres. Des courses automobiles sont pratiquées sur les pistes de karting à plusieurs endroits dans la ville et sur l'Autódromo Internacional Virgílio Távora situé à Eusébio, à moins de dix kilomètres de Fortaleza. Certains sports moins populaires commencent à émerger dans la capitale du Ceará, comme le football américain, le cricket, le golf, voire la colombophilie.

## Dans la culture populaire

### Chansons
- Fortaleza, chanson de Bernard Lavilliers.

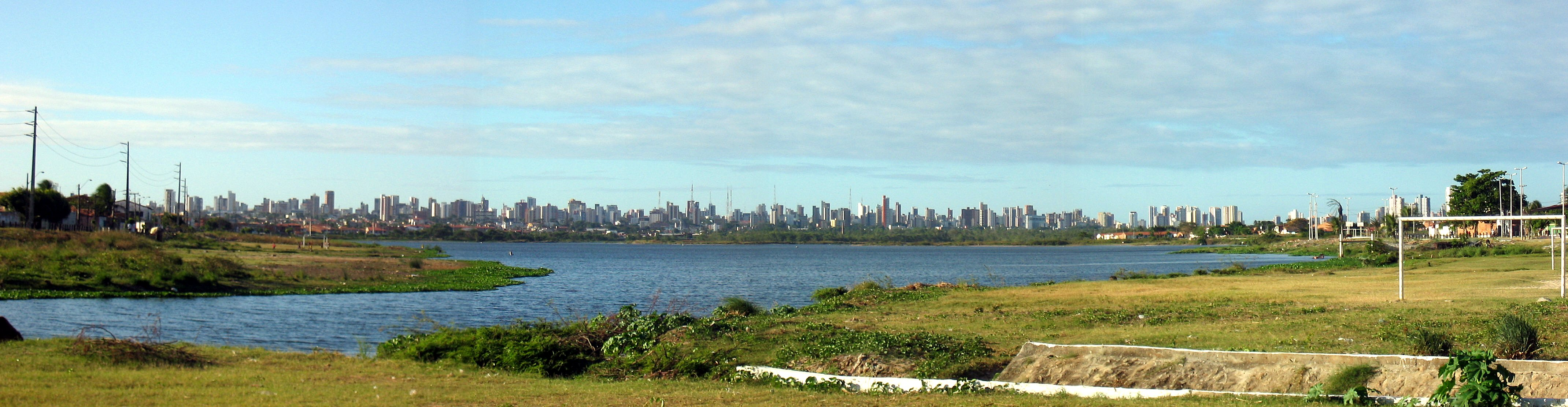
Vue panoramique de Fortaleza.